# ТАРОМ
ТАРОМ (рум. TAROM ( — „Румунски аеро-транспорт”)) јесте национална и највећа авио-компанија Румуније са седиштем у Букурешту. Њено седиште је букурешки аеродром Хенри Коанда. ТАРОМ има редовне линије ка дестинацијама у Европи, Африци и Блиском истоку.

## Историја
Основан је 1920. као CFRNA (Compania franco-română de navigație aeriană). Летови су били између Париза и Букурешта преко дестинација у Централној Европи као и превоз путника и поште.
У 1925, компанија је летела на домаћој дестинацији до Галаца. Име је промењено 1926. у CIDNA (Compagnie internationale de navigation aérienne), а 1930. у LARES (Liniile Aeriene Române Exploatate de Stat).
TARS („Авио-транспорт Совјетске Румуније”) основан је после Другог светског рата, 8. августа 1945. године. Први домаћи летови полетели су с аеродрома Банеса 1. фебруара 1946. Совјетски удео у авио-компанију продан је 18. септембра 1954. и тада је први пут авио-компанија позната као TAROM (Transporturile Aeriene ROMâne — „Румунски авио-транспорт“).
До 1960. године, ТАРОМ је летео до неколико градова у Европи. Године 1966. обавио је први прекоокеански лет до САД. На дан 14. маја 1974. године почели су редовне летове до Њујорка.
Као авио-компанија која је некада била у совјетском блоку земаља, ТАРОМ је имао флоту совјетских авиона као што су Ли-2, Иљушин Ил-14, Иљушин Ил-18, Иљушин Ил-62, Антонов Ан-24 и Тупољев Ту-154, али је 1974. компанија купила Боинг 707 авионе за дуголинијски летове и БАЦ Један Једанаест у 1968. године за летове по Европи и Блиском истоку. Дуголинијски летови са авионима Боинг 707 и Иљушин Ил-62 летали су до Њујорка (преко Амстердама, после преко Лондона и на крају преко Беча), до Сингапура преко Абу Дабија и Бангкока, и до Пекинга преко Карачија. Једина је била авио-компанија из источна Европа са летовима до Тел Авива.
После распада Совјетског Савеза 1991. године, авио-компанија ТАРОМ почела је да купује авионе произведене у земљама западне Европе. До 1993. године ТАРОМ је поново отворио дуголинијске летове до Монтреала и Бангкока са авионима типа Иљушин Ил-62 и Ербас А310.
Током 1990-их ТАРОМ је заменио дуголинијску флоту од Боинг 707 и Иљушин Ил-62 авионима са три нова авиона типа Ербас А310. У 2001. години укинули су дестинације с мало профита, и престали су да лете до Бангкока и Монтреала, у 2002. до Чикага, а у 2003. до Пекинга и Њујорка. Година 2004. била је прва година у деценији у којој је ТАРОМ остварио профит.
У 2005. години објављено је да је ТАРОМ будућа чланица алијансе Скајтим. Модернизација флоте почела је 2006. када су прва два од четири предвиђена авиона Ербас А318 почела да лете за ТАРОМ.
У фебруару 2007. у ТАРОМ-у су изразили жељу да поново покрену дуголинијске летове и да приме 2—4 изнајмљена авиона Ербас А340/А330 или Боинг 777/767. Очекује се да ће прва дуголинијска дестинација бити Пекинг.

## Редовне линије
За више информација погледајте: Редовне линије ТАРОМ-а

## Флота
Флота ТАРОМ располаже следећим авионима (стање од марта 2008)
| Тип           | Број | Наручено | Седишта                              | Одредишта             | Напомена                                                           |
| ------------- | ---- | -------- | ------------------------------------ | --------------------- | ------------------------------------------------------------------ |
| АТР 72-500    | 2    | —        | 68 (8/60)                            | Домаћи саобраћај      |                                                                    |
| АТР 42-500    | 7    | —        | 48 (10/38)                           | Домаћи саобраћај      | Једна летелица је офарбана у бојама "Скај Тим" (Sky Team) Алијансе |
| Боинг 737-300 | 4    | —        | 110 (26/84) 124 (10/114) 138 (0/138) | Европа, Азија, Африка |                                                                    |
| Боинг 737-700 | 4    | —        | 116 (14/102)                         | Европа, Азија, Африка | Једна летелица је офарбана у бојама "Скај Тим" (Sky Team) Алијансе |
| Боинг 737-800 | 2    | —        | 189                                  | Европа, Азија, Африка |                                                                    |
| Ербас A318    | 4    | —        | 113 (14/99) 120                      | Европа, Азија, Африка |                                                                    |
| Укупно        | 23   | 0        |                                      |                       |                                                                    |

У септембру 2017. најављено је да ТАРОМ планира да набави 3 широкотрупне летелице (Типа Боинг 777 или Ербас А330) ради поновног успостављања саобраћаја ка Азији и Сједињеним Државама.
| Тип                      |
| ------------------------ |
| АТР 72-500               |
| АТР 42-300               |
| Боинг 737-500            |
| Боинг 707                |
| Мaкдонел Даглас ДЦ-10-30 |
| Иљушин Ил-62             |